# ティヴォリ・シュターディオン
ティヴォリ・シュターディオン（Tivoli-Stadion）は、オーストリア・チロル州の州都インスブルック市にあるスタジアム。

## 概要
オーストリアの建築家アルベルト・ヴィンマー（Albert Wimmer）の設計で2000年に完成。オーストリアで最もモダンなサッカー専用スタジアムの一つ。収容人数は30,000人。オーストリア・ブンデスリーガに属するFCヴァッカー・インスブルック（FC Wacker Innsbruck）、そしてオーストリア・フットボールリーグに所属するスヴァルコ・レイダーズ・チロルの本拠地である。 
元々は収容人数17,400人のスタジアムであったが、UEFA EURO 2008に向けて2005年より拡大され、2007年11月に拡大工事が終了した。
スタジアム内にはFCヴァッカー・インスブルックのオフィスやロッカールーム、メディカルルーム等以外にも、チロル州サッカー協会のオフィスやインスブルッカーACのロッカールーム、各種リハビリ施設、レストラン、スポーツショップ、現地企業のオフィス、地下駐車場等も併設されている。
またティヴォリ・シュターディオンは小規模ながらスポーツコンプレックスの体裁をとっており、スタジアム内にはインドア・ロッククライミング施設やフィットネスセンターが、周辺には4面のサッカー場が併設されており、FCヴァッカー・インスブルックのトレーニング等も行われている。
オーストリアA代表チームはこのスタジアムでリヒテンシュタイン代表、ベラルーシ代表、ルクセンブルク代表、スイス代表、コートジボワール代表と対戦、全ての試合で勝利を収めており、オーストリアA代表チームにとって最も相性の良いスタジアムと言われている。
また、ザルツブルクのサッカー専用スタジアムレッドブル・アレーナと同様、ピッチ上の選手とスタンドで観戦するサポーターの距離が非常に近いことでも知られる。
当スタジアムでは多くの国際親善試合が例年行われており、2018年6月12日には2018 FIFAワールドカップに向けて近郊のゼーフェルトで合宿を行った日本A代表がパラグアイA代表と対戦。ワールドカップ前最後となったこの親善試合で日本代表が4-2で勝利し、西野朗代表監督就任後初の勝利となった。